# Utilita Arena Cardiff
Die Utilita Arena Cardiff ist eine Mehrzweckhalle mit Kongresszentrum in der walisischen Hauptstadt Cardiff, Vereinigtes Königreich.

## Geschichte
Das Gebäude wurde am 10. September 1993 von Shirley Bassey vor über 5500 Zuschauern als Cardiff International Arena & Convention Centre feierlich eröffnet. Diesen Namen behielt das Bauwerk bis zum Jahr 2000. Von 2000 bis 2011 war die Halle als Cardiff International Arena, kurz The CIA, bekannt. Das Konferenzzentrum besteht aus einer Ausstellungshalle mit 4500 m² Fläche. Die Haupthalle des Gebäudes, in der schon international erfolgreiche Künstler wie Eric Clapton, One Direction, Jessie J, Anastacia, und Jason Derulo auftraten, fasst bei minimaler Belegung der Bühne und Nutzung von Stehplätzen maximal 7500 Zuschauer. Auch Stand-up-Comedy- und Snookerveranstaltungen fanden schon in der Halle statt. Zudem ist die Halle seit Jahren Bestandteil des Spielplans der Premier League Darts und war 2016 und 2017 Austragungsort der Champions League of Darts.
Seit August 2023 trägt die Halle den Sponsorennamen des Strom- und Gasversorgungsunternehmens Utilita Energy.